# Minnesota State Colleges and Universities system
Minnesota State Colleges and Universities system är ett utbildningssystem som förfogar över sju offentliga universitet och 30 offentliga college i den amerikanska delstaten Minnesota. Antalet studenter i utbildningssystemet var totalt 410 498 för helåret 2014.
Minnesotas delstatsregering beslutade 1991 att man skulle bilda ett utbildningssystem för samtliga offentliga högre utbildningsinstitutioner som inte ingick i det befintliga utbildningssystemet University of Minnesota system. Den 1 juli 1995 bildades utbildningssystemet officiellt.

## Utbildningsinstitutioner
Källa:  | Uppdaterat: 27 mars 2016
| College: - Alexandria Technical and Community College - Anoka Technical College - Anoka-Ramsey Community College - Central Lakes College - Century College - Dakota County Technical College - Fond du Lac Tribal and Community College - Hennepin Technical College - Hibbing Community College - Inver Hills Community College - Itasca Community College - Lake Superior College - Mesabi Range College - Minnesota State Community & Technical College - Minnesota State College Southeast Technical - Minneapolis Community and Technical College - Minnesota West Community and Technical College - Normandale Community College - North Hennepin Community College - Northland Community & Technical College - Northwest Technical College - Pine Technical College - Rainy River Community College - Ridgewater College - Riverland Community College - Rochester Community & Technical College - St. Cloud Technical and Community College - Saint Paul College - South Central College - Vermilion Community College | Universitet: - Bemidji State University - Minnesota State University Mankato - Minnesota State University Moorhead - Metropolitan State University - Southwest Minnesota State University - St. Cloud State University - Winona State University |